# 1269-es busz
Az 1269-es jelzésű autóbusz országos autóbuszjárat volt, amely Budapestet kötötte össze Pápával.
Útvonalhossza 167,5 km volt, menetideje 2 óra 35 perc (155 perc) volt. Tanév tartama alatt a hetek első munkanapját megelőző napon valamint tanév tartama alatt a hetek utolsó előtti és utolsó munkanapján egy járatpár szállította az utasokat. 
A 2020. július 1-jei menetrend módosításokkal a Volánbusz Zrt. megszüntette az autóbuszvonalat, az utolsó járat 2020. június 14-én közlekedett

## Megállóhelyei
| 0                                                                                                  | Budapest, Népliget autóbusz-pályaudvar végállomás | 10 | 1 254E 901, 914, 914A, 918, 950, 950A 607, 608, 626, 627, 628, 629, 630, 631, 632, 633, 635, 636, 654, 655, 656, 660, 661, 705 1080, 1081, 1085, 1087, 1090, 1092, 1094, 1110, 1111, 1113, 1120, 1121, 1125, 1131, 1134, 1136, 1173, 1174, 1175, 1176, 1177, 1183, 1184, 1185, 1188, 1190, 1193, 1194, 1201, 1202, 1205, 1206, 1212, 1216, 1229, 1230, 1240, 1244, 1251, 1253, 1257, 1268                          |
| A szürke hátterű megállóhelyeken Pápa felé csak felszállni, Budapest felé csak leszállni lehetett. |                                                   |    | |
| 1                                                                                                  | Budapest, Petőfi híd, budai hídfő                 | 9  | 4, 6 153, 154, 212 918 1173, 1174, 1175, 1176, 1177, 1183, 1184, 1185, 1188, 1190, 1193, 1194, 1201, 1202, 1205, 1206, 1212, 1216, 1229, 1230, 1240, 1244, 1251, 1253, 1257 |
| 2                                                                                                  | Budapest, Újbuda-központ                          | 8  | 4, 17, 41, 47, 47B, 48, 56 33, 53, 58, 150, 153, 154, 154B, 212 918, 973 1173, 1174, 1175, 1176, 1177, 1183, 1184, 1185, 1188, 1190, 1193, 1194, 1201, 1202, 1205, 1206, 1212, 1216, 1229, 1230, 1240, 1244, 1251, 1253, 1257 |
| 3                                                                                                  | Budapest, Sasadi út                               | 7  | 8E, 40, 40B, 40E, 53, 87, 88, 88A, 108E, 139, 140, 140A, 150, 153, 154, 172, 173, 187, 188, 188E, 240, 272 908, 940, 941, 972, 972B 732, 764 1173, 1174, 1175, 1176, 1177, 1183, 1184, 1185, 1188, 1190, 1193, 1194, 1201, 1202, 1205, 1206, 1212, 1216, 1229, 1230, 1240, 1244, 1251, 1253, 1257 |
| 4                                                                                                  | Győr, 83-as út gyirmóti elágazás                  | 6  | 20, 20Y, 21, 21B, 22, 22B 1711 7019, 7037, 7039, 7041, 7042, 7046, 7047, 7048, 7049, 7050, 7052 |
| 5                                                                                                  | Győrszemere, központ                              | 5  | 1623, 1663, 1710, 1711, 1712, 1713 7019, 7037, 7042, 7046, 7047, 7048, 7049, 7050, 7051, 7052, 7053, 7914 |
| 6                                                                                                  | Tét, garázs                                       | 4  | 1623, 1663, 1710, 1711, 1712, 1713, 1794 7037, 7038, 7042, 7046, 7047, 7048, 7049, 7050, 7051, 7052, 7053, 7914, 7991 |
| 7                                                                                                  | Tétszentkút, iskola                               | 3  | 1623, 1663, 1710, 1711, 1712, 1713, 1794 7037, 7042, 7047, 7048, 7049 |
| 8                                                                                                  | Gyarmat, gecsei elágazás                          | 2  | 1623, 1663, 1710, 1711, 1712, 1713, 1794 7037, 7042, 7046, 7047, 7048, 7049, 7902, 7998 |
| 9                                                                                                  | Takácsi, Petőfi Sándor utca                       | 1  | 1623, 1663, 1710, 1711, 1712, 1713 7900, 7902, 7904 |
| 10                                                                                                 | Pápa, autóbusz-állomás végállomás                 | 0  | 1, 1H, 1Y, 2, 3, 4A, 4B, 5, 6A, 6B, 13, 14, 16, 17 1229, 1244, 1251, 1510, 1564, 1623, 1627, 1639, 1663, 1671, 1710, 1711, 1712, 1713, 1720, 1722, 1723, 1739, 1793, 1794, 1848, 1851 7391, 7701, 7754, 7901, 7902, 7904, 7908, 7912, 7914, 7918, 7920, 7922, 7926, 7927, 7928, 7929, 7930, 7931, 7932, 7936, 7940, 7941, 7942, 7943, 7950, 7952, 7953, 7956, 7958, 7963, 7972, 7974, 7982, 7983, 7986, 7987, 7993 |